# Muzeum Krajoznawcze w Połocku
Muzeum Krajoznawcze w Połocku – muzeum regionalne miasta Połocka, znajdujące się w budynku dawnej świątyni luterańskiej zbudowanej na przełomie XIX i XX wieku.

## Historia
Nieotynkowany budynek wzniesiono w stylu popularnego pod koniec XIX wieku neogotyku. Wcześniej na tym miejscu znajdował się drewniany kościół luterański zbudowany w 1775. Fasada nowej świątyni charakteryzuje się dwupiętrową wieżą z ostrołukowymi gotyckimi oknami. Wieża pokryta jest dachem, po obu jej stronach znajdują się pinakle.